# Shua Surebi
Shua Surebi (en georgiano: შუა სურები) es un pueblo de Georgia ubicado en el este de la región de Guria, siendo parte del municipio de Chojatauri.

## Geografía
Shua Surebi se encuentra en el valle del Supsa, a 18 km de Chojatauri. 

## Historia
En 1920, se separó de Zemo Surebi y se formó como una comunidad separada.

## Demografía
La evolución demográfica de Shua Surebi entre 1908 y 2014 fue la siguiente:
| 478                                             | 914 | 234 | 178 |
| (Fuente: Population of Georgia in Soviet times) |     |     |     |

Según el censo de 2014, los georgianos constituían el 98,9% de la población y los armenios, el 1,1%.

## Infraestructura

### Arquitectura, monumento y lugares de interés
En el pueblo se encuentra la iglesia de San Jorge de Shua Surebi, llamada Lomiskareli, que pertenecía a la familia ducal Sharvashidze. 

### Educación
Hay una escuela pública en el pueblo.

### Transporte
El pueblo está conectado con el centro regional de Chojatauri por una carretera. 